# جان کاساوتیس
جان نیکولاس کاساوِتیس (به انگلیسی: John Nicholas Cassavetes) هنرپیشه، کارگردان و فیلم‌نامه‌نویس آمریکایی بود.
کاساوتیس، سال ۱۹۲۹ در نیویورک و در خانواده‌ای از مهاجران یونانی، به دنیا آمد. وی در سال ۱۹۸۹ در سن ۵۹ سالگی و در حالی که هنوز بیش از ۴۰ فیلم‌نامه ساخته نشده داشت، از التهاب شدید کبد درگذشت.
عده‌ای او را بنیانگذار موج نو سینمای آمریکا به‌شمار می‌آوردند. او تحولی عظیم در هالیوود ایجاد کرد.

## زندگی‌نامه
جان کاساوتیس در سال ۱۹۲۹، در خانواده‌ای مرفه در نیویورک به دنیا آمد. در سال ۱۹۵۳ از آکادمی هنرهای دراماتیک نیویورک فارغ‌التحصیل شد. مدتی در نمایش‌های دوره بازی کرد؛ ولی کار سینما را با بازی در مجموعه‌های تلویزیونی شروع کرده و خیلی زود به عنوان استعدادی جوان و پرقدرت شناخته شد. در سال ۱۹۵۶، کلاس هنرپیشگی بر اساس روش استانیسلاوسکی را دایر کرد. اولین فیلمش را در سال ۱۹۵۳ بازی کرد و هشت سال بعد کارگردانی اولین فیلم خود «سایه‌ها» (۱۹۶۱) را به انجام رسانید.

## فیلم‌شناسی

### در مقام بازیگر
- شب پناهگاه وحشت است (۱۹۵۵)
- جنایت در خیابان‌ها (۱۹۵۶)
- لبهٔ شهر (۱۹۵۶)
- ماجرا در هاوانا (۱۹۵۷)
- بادرازیم کن (۱۹۵۸)
- قاتلین (۱۹۶۴)
- دوازده مرد خبیث (۱۹۶۷)
- بچه رزماری (۱۹۶۷)
- خشم (۱۹۷۸)

### در مقام کارگردان

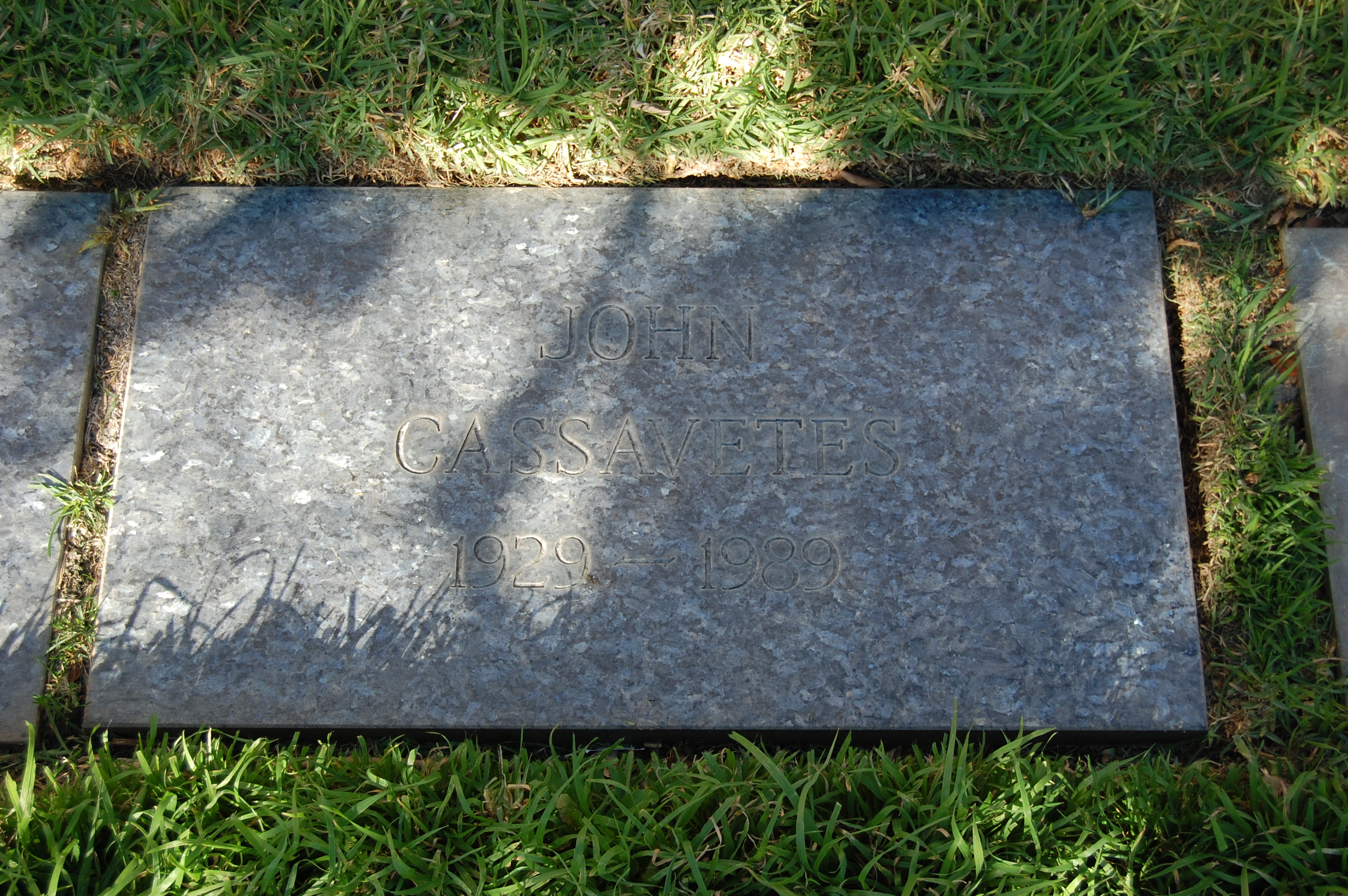

- سایه‌ها (فیلم ۱۹۵۹)
- بلوز دیروقت (۱۹۶۱)
- کودکی منتظر است (۱۹۶۳)
- چهره‌ها (۱۹۶۸)
- شوهران (۱۹۷۰)
- مینی و موسکویتز (۱۹۷۱)
- زنی تحت تأثیر (۱۹۷۴)
- قتل شرط‌بند چینی (۱۹۷۶)
- شب افتتاح (۱۹۷۷)
- گلوریا (۱۹۸۰)
- چشمه‌های عشق (۱۹۸۴)
- دردسر بزرگ (۱۹۸۶)